# Ipothalia mixta
Ipothalia mixta là một loài bọ cánh cứng trong họ Cerambycidae.